# Rehnstedts
Rehnstedts är en gård i Bollnäs kommun i Hälsingland som representerar det tidiga 1800-talets byggnadstradition i området. Gården är ett byggnadsminne sedan 1989.

## Historia
Gården Rehnstedts i Bollnäs tillkom under senare delen av 1700-talet genom avstyckning från den större gården Renshammar. Avstyckningen var en av flera som skedde i samband med ett ägarbyte på Renshammar år 1771. Vilket år den skedde är inte känt, däremot att fastigheten existerade 1782. Den förste kände ägaren var bonden Pehr Gabriel Carlsson, som ägde gården från 1800-talets början fram till år 1840. Under sonens tid sägs Erik-Jansarna ha hållit illegala predikningar på Rehnstedts, och denne emigrerade också med sekten till Amerika år 1846. Fastigheten köptes då av bonden Eric Hansson, vars ättlingar ägde gården fram till 1982. Sitt namn fick den efter år 1894, när släkten antog namnet Rehnstedt.
Den gamla mangårdsbyggnaden är enligt uppgift uppförd vid 1700-talets slut. Sitt nuvarande utseende har den dock fått under förra hälften av 1800-talet, med all sannolikhet under Pehr Gabriel Carlssons tid som bonde.

## Beskrivning
Mangårdsbyggnaden är byggt av timmer i två våningar och försett med det för Bollnästrakten typiska brutna taket med avvalmade gavelspetsar och ett kraftigt, stenimiterande listverk runt takfoten. Taket är täckt med tvåkupigt tegel och väggarna klädda med rödfärgad locklistpanel. Baksidan har givits en enklare utformning än övriga fasader. Panelen är här mindre välarbetad och den rikt profilerade taklisten har ersatts av en enkel snedställd bräda. Byggnaden genomgick 1984-86 en inre och yttre restaurering med stöd av statliga beredskapsmedel samt byggnadsvårdsbidrag.
Av gårdens äldre bebyggelse återstår ett fåtal hus. I vinkel mot den ursprungliga mangårdsbyggnaden ligger det nuvarande bostadshuset, en äldre parstuga som fått sitt utseende efter en ombyggnad vid 1900-talets början. Vidare finns ett välbevarat härbre från 1800-talet samt ett vagnslider. Av de tidigare ekonomibyggnaderna revs flertalet vid 1920-talets början, när den stora ladugården byggdes.